# Всероссийская олимпиада школьников по экологии
Всеросси́йская олимпиа́да шко́льников по экологии — всероссийская ежегодная предметная олимпиада по экологии. В заключительном этапе обычно принимают участие учащиеся 9—11 классов, однако среди участников встречаются и учащиеся 7-8 классов. Олимпиада является частью системы всероссийских олимпиад школьников.
Заключительный этап состязания проводится с 1994 года и проходит в различных российских городах. Победители и призёры Всероссийской олимпиады по экологии пользуются льготами при поступлении на биологические факультеты и на факультеты почвоведения различных университетов России.

## История олимпиады
Всплеск общественного интереса к экологическим проблемам обусловил включение в перечень Всероссийских олимпиад школьников олимпиады по экологии в 1994 году. Учебный предмет «Экология» был введен в Федеральный компонент Базисного учебного плана для изучения в 9-х классах.
С 1994 и по 2002 годы Россия принимала участие и в Международной экологической олимпиаде, которая традиционно проводилась в Турции в г. Стамбуле.
В 1997 году этот предмет был изъят из Федерального компонента Базисного учебного плана и введен в Региональный компонент, причем, только в старших классах (10 и 11 классы), но олимпиада не была отменена.
V заключительный этап Всероссийской олимпиады школьников по экологии традиционно проводится в апреле. В первые годы ее существования количество участников не было большим — 80 человек из 25 — 30 регионов России.

В разные годы заключительный этап Всероссийской олимпиады школьников по экологии проходил:
- 2011, 10-15 мая в Республике Башкортостан (Уфа)
- 2012, 6-12 апреля в Оренбургской области (Оренбург)
- 2013, 1-7 апреля в Оренбургской области (Оренбург)
- 2014, 10-15 мая в Республике Татарстан (Казань)
- 2015, 30 марта-5 апреля в Смоленской области (Смоленск)
- 2016, 11-17 апреля в Свердловской области (Екатеринбург)
- 2017, 24-30 апреля в Санкт-Петербурге
- 2018, 18-24 апреля в Санкт-Петербyрге
- 2019, 15-20 апреля в Краснодарском крае (Сочи)
- 2021, 7-13 апреля в Ставропольском крае (Ставрополь)
- 2022, 11-17 апреля в Республике Башкортостан (Уфа)
- 2023, 5-10 апреля в Республике Татарстан (Казань)
- 2024, 10-15 апреля в Республике Кабардино-Балкария (Нальчик)
- 2025, 11-16 апреля в Ульяновской области (Ульяновск)